# La charca (programa de televisión)
La charca es un programa veraniego de televisión español creado por la productora Capitán Araña, emitido por Disney Channel desde diciembre de 2010.

## Historia
''La charca'' comenzó en diciembre de 2010, dando así publicidad a la película de Disney, Tiana y el sapo. Los comentarios corren de la mano de Fernando Costilla y Paco Bravo, pues es un formato que recuerda a Humor Amarillo. La Charca se graba desde Isla mágica, en el que un grupo de niños luchan para ser el campeón del programa.
La charca, en su primera edición (diciembre de 2010-marzo de 2011) llevaba el subtítulo de La charca del sapo.
Es ya en su segunda edición (abril de 2011-agosto de 2011) en la que pasa a promocionar la película de Disney Piratas del Caribe: En Mareas Misteriosas, cuando lleva el subtítulo de La Charca Pirata.

## Presentadores
- Fernando Costilla (2010-2011)
- Paco Bravo (2010-2011)

## Pruebas
- Los toneles
- La cucaña
- Estampasapos
- Lanzasapos
- Al abordaje
- La pasarela de los Bucaneros
- La tirolina

- Datos: Q5962865